# Misfit (film 2019)
Misfit è un film del 2019 diretto da Erwin van den Eshof.
Si tratta del remake del film olandese Misfit, diretto dallo stesso regista nel 2017.

## Trama
Tornata in Germania con i suoi genitori, Julia Möller scopre fin da subito che la sua nuova vita non sarà tutta rose e fiori. A scuola la cricca più famosa, la VIP Squad, la rende la vita un inferno e le affibbia un nuovo soprannome: Misfit.
Col passare del tempo Julia stringe amicizia con altre ragazzi che si rivelano degli ottimi amici. Decisa però a far ritorno nella sua patria, la ragazza decide di partecipare al concorso scolastico "Humboldts Supertalent" per vincere i biglietti aerei per l'Olanda.

## Produzione
Misfit è stato girato ad Amsterdam nel 2018.
Un gran numero degli attori del film sono influencer o sono molto famosi sulle piattaforme YouTube, Instagram e TikTok.